# كنيس كريم
كنيس كُريم أو معبد كُريم، رسمياً معبد بحاد اسحاق، هو كنيس يهودي. يقع في شارع ابن خلدون بحي الظاهر بمدينة القاهرة في مصر. أشرف على بناه الجباي «زكي كُريم» في الفترة من عام 1925 حتى 1932؛ لذلك اشتهر باسمه.